# ハインリヒ63世・ロイス・ツー・ケストリッツ
ハインリヒ63世・ロイス・ツー・ケストリッツ（Heinrich LXIII. Prinz Reuß zu Köstritz, 1786年6月18日 - 1841年9月27日）は、ドイツの小諸侯ロイス家の侯子。ハインリヒ74世・ロイス・ツー・ケストリッツの異母兄。

## 生涯
ロイス＝ケストリッツ侯子ハインリヒ44世（1753年 - 1832年、ハインリヒ24世の孫）とその最初の妻の男爵令嬢ヴィルヘルミーネ・フォン・ゴイダー＝ラーベンシュタイナー（1755年 - 1790年）の間の第2子、次男として生まれた。1833年、兄ハインリヒ60世の死によりクリップハウゼン、ライヒナムおよびクリックスの騎士領を相続した。家領相続に伴い、ザクセン王国議会の第1院議員席を与えられた。長男のハインリヒ4世が1878年に本家筋のハインリヒ64世からロイス＝ケストリッツ侯位を継承したため、現在のロイス侯家家長はハインリヒ63世の直系となっている。

## 子女
1819年2月21日にヴェルニゲローデにおいて、シュトルベルク＝ヴェルニゲローデ伯ハインリヒの娘エレオノーレ（1801年 - 1827年）と結婚した。夫妻は間に6人の子女をもうけた。
- ヨハンナ（1820年 - 1878年） - 1843年、シェーナイヒ＝カロラート侯子フェルディナントと結婚
- ハインリヒ4世（1821年 - 1894年） - ロイス＝ケストリッツ侯
- アウグステ（1822年 - 1862年） - 1849年、メクレンブルク＝シュヴェリーン大公フリードリヒ・フランツ2世と結婚
- ハインリヒ6世（1823年）
- ハインリヒ7世（1825年 - 1906年） - トレブシェン領主
- ハインリヒ10世（1827年 - 1847年）

1828年5月11日、死別した最初の妻の妹カロリーネ（1806年 - 1896年）と再婚し、間に6人の子女をもうけた。
- ハインリヒ12世（1829年 - 1866年） - シュトンスドルフ領主
- ハインリヒ13世（1830年 - 1897年） - バシュコウ領主
- ルイーゼ（1832年 - 1862年）
- ハインリヒ15世（1834年 - 1869年） - クリップハウゼン領主
- アンナ（1837年 - 1907年） - 1863年、シュトルベルク＝ヴェルニゲローデ侯オットーと結婚
- ハインリヒ17世（1839年 - 1870年） - 普仏戦争で戦死